# Гамартія
Гама́ртія (дав.-гр. ἁμαρτία, букв. «Помилка», «вада») — поняття з «Поетики» Аристотеля, що позначає трагічну ваду характеру головного героя трагедії або його фатальну помилку, яка стає джерелом моральних терзань та надзвичайно загострює в ньому усвідомлення власної провини, навіть якщо вина, за сучасними поняттями, відсутня. Наприклад, в трагедії «Цар Едіп» головний герой вбиває батька і одружується з матір'ю, не маючи уявлення про те, ким вони йому припадають.

## Короткий опис
Гамартія в давньогрецькій трагедії — окремий прояв невблаганних, космічних законів, що карають надто активну людини за надмірну самовпевненість, за спробу переступити межі того, що визначено людині фатумом. Загострюючи дію зовнішніх сил, ата і гамартія ведуть головного героя до неминучої розв'язки кожної античної трагедії — трагічного кінця (по-грецьки розв'язка — «катастрофа», саме цей термін використовує Арістотель).
Іноді до фатальної помилки приводить всеохопне прагнення героя бути кращим за інших (честолюбство). У цьому випадку гамартія виступає зворотним боком його самовпевненості — «Гібриса». Есхіл в «Персах» демонструє, як зарозумілість Ксеркса призвела його до фатальної для нього помилки («Гамартії») — вторгнення в Елладу.
Драматурги Нового часу також воліли ставити в центр трагедії людину, яка за своїми здібностями піднімалася над загалом, але була вражена як гібрисом, так і гамартією. Таким є Гамлет, що зверхньо поглядає на людство, хоча його самого точить черв'як гамартії — патологічна нерішучість. В Отелло як фатальна вада виступають ревнощі.